# Argulus yucatanus
Argulus yucatanus is een visluizensoort uit de familie van de Argulidae. De wetenschappelijke naam van de soort is voor het eerst geldig gepubliceerd in 2005 door Poly.